# براد هنري
براد هنري (بالإنجليزية: Brad Henry) (10 يونيو 1963 -)، هو حاكم سابق لولاية أوكلاهوما الأمريكية ينتمي إلى الحزب الديمقراطي الأمريكي. حكم الولاية بين الأعوام 2003 - 2011.